# Marathon van Los Angeles 2009
De marathon van Los Angeles 2009 vond op 25 mei 2009 plaats in Los Angeles. Het was de 24e keer dat dit evenement werd gehouden. In totaal finishten 14.061 lopers de wedstrijd, waarvan 5.139 vrouwen.
Bij de mannen werd de wedstrijd gewonnen door de Keniaan Wesley Korir in 2:08.24, een parcoursrecord. Bij de vrouwen zegevierde de Russische Tatjana Petrova in 2:25.59.

## Wedstrijd
Mannen
| rang | naam            | land | tijd    |
| ---- | --------------- | ---- | ------- |
| 1    | Wesley Korir    | KEN  | 2:08.24 |
| 2    | Tariku Jufar    | ETH  | 2:09.32 |
| 3    | Laban Kipkemboi | KEN  | 2:10.29 |
| 4    | Mulugeta Wami   | ETH  | 2:10.49 |
| 5    | Negari Terfa    | ETH  | 2:10.53 |
| 6    | Benjamin Limo   | KEN  | 2:14.38 |
| 7    | Fedaku Lemma    | ETH  | 2:15.12 |
| 8    | Isaac Arusei    | KEN  | 2:17.54 |
| 9    | Moses Kororia   | KEN  | 2:19.48 |
| 10   | Diego Colorado  | COL  | 2:20.38 |

Vrouwen
| rang | naam              | land | tijd    |
| ---- | ----------------- | ---- | ------- |
| 1    | Tatjana Petrova   | RUS  | 2:25.59 |
| 2    | Amane Gobena      | ETH  | 2:26.53 |
| 3    | Silvia Skortsova  | RUS  | 2:28.35 |
| 4    | Ljoebov Morganova | RUS  | 2:29.42 |
| 5    | Irene Mogoka      | ETH  | 2:30.10 |
| 6    | Alice Chelangat   | KEN  | 2:31.56 |
| 7    | Martha Markos     | ETH  | 2:33.30 |
| 8    | Rehima Kedir      | ETH  | 2:36.55 |
| 9    | Kim Duclos        | USA  | 2:44.32 |
| 10   | Ieng Klukken      | USA  | 3:00.19 |

1986 ·
1987 ·
1988 ·
1989 ·
1990 ·
1991 ·
1992 ·
1993 ·
1994 ·
1995 ·
1996 ·
1997 ·
1998 ·
1999 ·
2000 ·
2001 ·
2002 ·
2003 ·
2004 ·
2005 ·
2006 ·
2007 ·
2008 ·
2009 ·
2010 ·
2011 · 
2012 ·
2013 ·
2014 ·
2015 ·
2016 ·
2017